# Autriche au Concours Eurovision de la chanson 1967
L'Autriche a participé au Concours Eurovision de la chanson 1967 le 8 avril à Vienne. C'est la 11e participation de l'Autriche au Concours Eurovision de la chanson.
Le pays est représenté par le chanteur Peter Horton et la chanson Warum es hunderttausend Sterne gibt, sélectionnés en interne par l'ORF.

## Sélection interne
Le radiodiffuseur autrichien, Österreichischer Rundfunk (ORF), choisit en interne l'artiste et la chanson représentant l'Autriche au Concours Eurovision de la chanson 1967.
Lors de cette sélection, c'est la chanson Warum es hunderttausend Sterne gibt, interprétée par Peter Horton, qui fut choisie avec Johannes Fehring comme chef d'orchestre.
| Ordre | Artiste      | Chanson                             | Langue   |
| ----- | ------------ | ----------------------------------- | -------- |
| 1     | Peter Horton | Warum es hunderttausend Sterne gibt | Allemand |

## À l'Eurovision
Chaque pays a un jury de dix personnes. Chaque juré attribue un point à sa chanson préférée.

### Points attribués par l'Autriche
| 3 points | Irlande Royaume-Uni |
| 2 points | Monaco              |
| 1 point  | Espagne France      |

### Points attribués à l'Autriche
| 10 points | 9 points | 8 points | 7 points | 6 points                 |
| --------- | -------- | -------- | -------- | ------------------------ |
|           |          |          |          |                          |
| 5 points  | 4 points | 3 points | 2 points | 1 point                  |
|           |          |          |          | - Portugal - Yougoslavie |

Peter Horton interprète Warum es hunderttausend Sterne gibt en 3e position lors de la soirée du concours, suivant le Luxembourg et précédant la France.
Au terme du vote final, l'Autriche termine à la 14e place — à égalité avec la Norvège et les Pays-Bas —, sur les 17 pays participants, ayant reçu 2 points au total de la part de deux pays différents,.